# Caseggiato dei Dolii
Il Caseggiato dei Dolii (I, IV, 5)  è un edificio che si trova nella Regio I della città romana di Ostia.

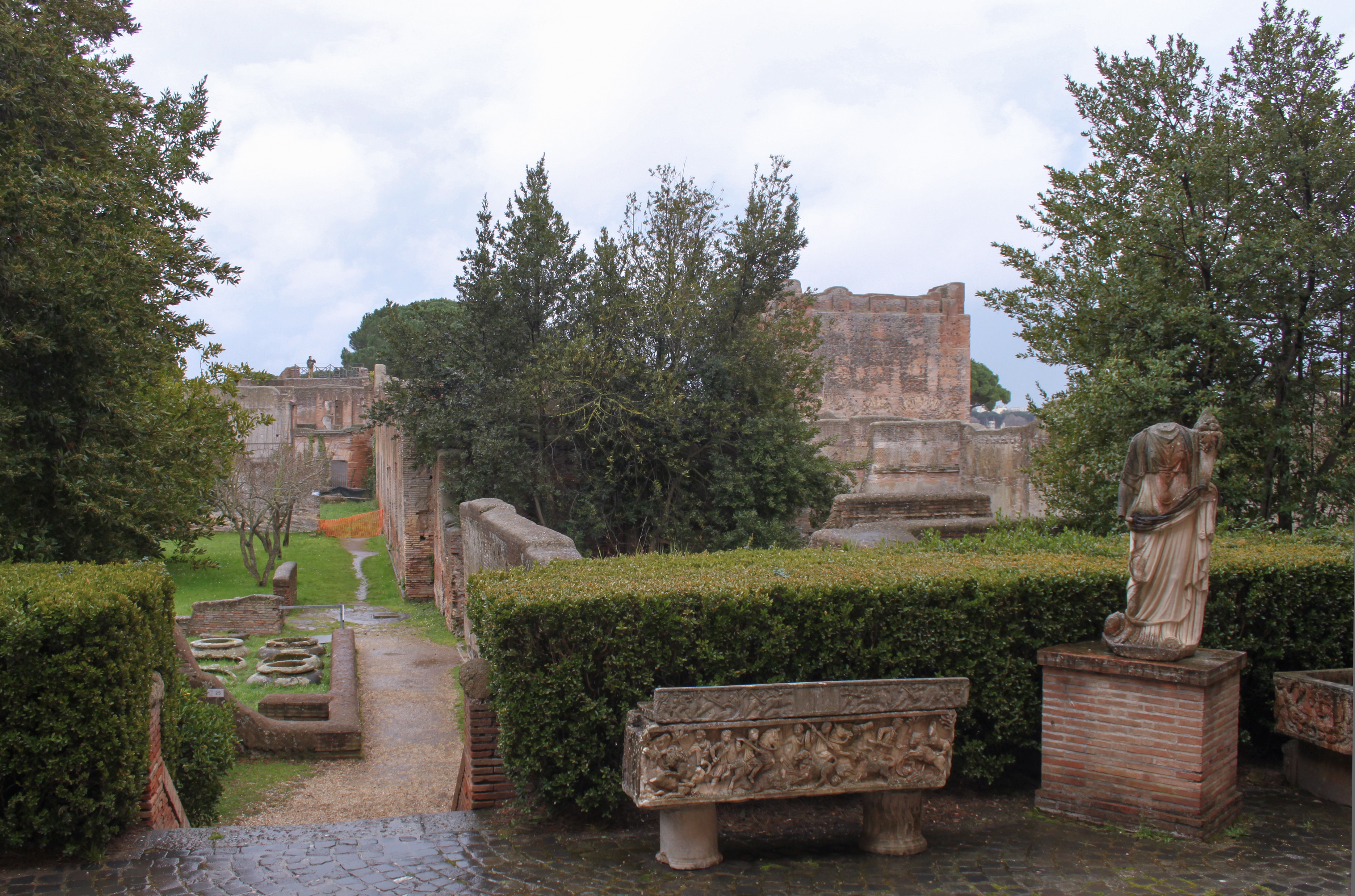
Lato settentrionale del caseggiato ripreso dal terrazzo del Museo archeologico ostiense

## Descrizione
Il caseggiato, che si trova sul lato settentrionale di via dei Dipinti, confina a sud con la domus dei Dipinti (I,IV,4), e ad est con una lunga fila di taberne (I, IV,1) con ingresso su via dei Balconi.
Si trattava di 2-3 locali commerciali aperti sulla via dei Dipinti di età traianea (inizio II secolo d.C.), con un ampio spazio retrostante, dove versoa la fine del secolo, furono installati 35 doli defossa, ovvero una serie di grandi contenitori in terracotta, parzialmente incassati nel terreno, utilizzati per conservare liquidi, come olio o vino.
Su alcuni di questi dolii sono incisi dei numeri, nella magior parte dei casi il numero 40, che ne rappresenta la capacità in termini di amphorae; un'anfora equivaleva a circa 26 litri, per cui un dolium arrivava a contenere circa 1040 litri; inoltre all'interno di alcuni di questi dolii, sono stati ritrovati complessivamente circa 400 stampi, probabilmente utilizzati nella produzione di dolci, con raffigurazioni mitologiche, teatrali, erotiche e circensi.

### Annotazioni
1. ↑  Stampi simili sono stati trovati in Nord Africa, sulla costa orientale della Spagna, nel sud e nell'est della Francia, in Italia, forse in Austria e in Grecia; si ipotizza che fossero prodotti in Nord Africa e quindi commercializzati in tutto l'impero.[2]

### Riferimenti
1. 1 2 3   Caseggiato dei Dolii, su ostiaantica.beniculturali.it. URL consultato il 3 gennaio 2025.
2. 1 2 3  (EN) Regio I - Insula IV - Caseggiato dei Doli (I,IV,5), su ostia-antica.org. URL consultato il 3 gennaio 2025.